# 카롤리나 라파우사
카롤리나 라파우사(Carolina Lapausa, 1990년 ~ )는 스페인의 배우이다.